# Monett
Monett est une ville du Missouri, aux États-Unis. Sa population est 8 873 habitants en 2010.